# نجم طلایی توری
نجم طلایی توری (نام علمی: Gagea reticulata)  یکی از گونه‌های سردهٔ نجم طلایی است. ارتفاع گیاه بین ۵ تا ۱۵ سانتیمتر است. ویژگی‌های این گونه پوشینه‌های توری ظریف پیاز به رنگ قهوه‌ای مایل به خاکستری برگ‌های باریک قاعده‌ای به عرض ۱ تا ۲ میلی‌متر و قطعات گلپوش نوک تیز به طول ۱۲ تا ۱۸ میلی‌متری است. این گونه اغلب به صورت تقریباً پرزدار است و در مناطق استپی خشک اکثر نقاط ایران یافت می‌شود.  فصل گلدهی اردیبهشت تا خرداد است.